# Seututie 542
Pour les articles homonymes, voir Route 542.
La route régionale 542 (finnois : Seututie 542) est une route régionale allant de Karvio à Heinävesi jusqu'à Tuusjärvi à   Tuusniemi en Finlande,,.

## Présentation
La seututie 542 est une route régionale de Savonie du Nord et de Carélie du Nord.

## Parcours
- Karvio
- Varistaipale
- Laukansalo
- Kosula
- Suurusmäki
- Ruskila
- Kumpulankylä
- Lehtomäki
- Pajumäki
- Tuusjärvi